# 6 avril 1950
Le jeudi 6 avril 1950 est le 96e jour de l'année 1950.

## Naissances
- Carlos Alberto de Araujo, peintre brésilien
- Claire Morissette (morte le 20 juillet 2007), militante canadienne
- Cleo Odzer (morte le 26 mars 2001), autrice de livres américaine
- Jorge Fernández Díaz, personnalité politique espagnole
- Marc Dumoulin, personnalité politique française
- Nelson Davidyan (mort le 11 septembre 2016), lutteur soviétique arménien

## Décès
- Karl Schröder (né le 13 novembre 1884), personnalité politique allemande
- Louis Wilkins (né le 10 décembre 1882), athlète américain
- Max Andreyevich Reyter (né le 24 avril 1886), colonel-général soviétique
- Signe Lund (née le 15 avril 1868), compositrice norvégienne

## Événements
- RCA annonce la retransmission d’une image télévisée en couleur par câble coaxial
- Début de Coupe des nations de rink hockey 1950
- Sortie du film allemand Gabriela